# ケイ素樹脂
ケイ素樹脂（ケイそじゅし）とはケイ素(Si)化合物を主成分とする合成樹脂。漢字で「珪素樹脂」。通常、高分子 シリコーンを主成分とするシリコーン樹脂を意味する。シリコーン共通の構造として、オルガノポリシロキサン (Si-Oの結合鎖を主鎖とし、Si上に有機基を有する構造) を主鎖としており、三次元の網状構造をもつ。有機基によりその物性（屈折率・比重・ガラス転移点・親水性や疎水性・風合いなど）が大きく変化する。一般にメチル基やフェニル基をもつ樹脂状重合体をさし、トリクロロシランRSiCl3とジクロロシランR2SiCl2を、希望の割合で混合したところに、トルエンなどの溶媒を加え、加水分解しRSi(OH)3とR2Si(OH)2のシラノールを共縮合させて架橋網状構造物をつくる。
ワニス状・グリース状のほか、ゴム状（シリコーンゴム）・油状のものも含めることがある。 低温から高温（摂氏マイナス80～260度）まで変化しない熱安定性があるうえ、被覆力があって水をはじく性質をもっている。また、電気の絶縁性、耐湿性、耐腐食性、耐候性、耐薬品性、自己潤滑性、耐摩耗性に富むが、機械的強度はあまり大きくない。
耐熱性ゴム・高温用電気絶縁材料（電線被覆）・防水加工剤・耐熱塗料・接着剤・成形品、医療用器具などに用いられる。絶縁材料として高温や水中で利用するモータなどに用いたり、酸素をよく通すので人工腎臓やコンタクトレンズなどにも利用される。
湿気硬化型であり、空気中の水分と反応して硬化する。